# Phrynium houtteanum
Phrynium houtteanum är en strimbladsväxtart som beskrevs av Karl Heinrich Koch. Phrynium houtteanum ingår i släktet Phrynium och familjen strimbladsväxter.
Artens utbredningsområde är Java. Inga underarter finns listade.